# Ибсен, Генрик
Ге́нрик (Хе́нрик) Ю́хан И́бсен (норв. Henrik Johan Ibsen; 20 марта 1828, Шиен — 23 мая 1906, Кристиания) — норвежский драматург, основатель европейской «новой драмы»; поэт и публицист.

## Биография

### Раннее творчество
Генрик Ибсен родился в семье богатого коммерсанта, разорившегося в 1836 году. Начиная с 1844 года, Ибсен работал аптекарем. Тогда он написал первые стихи и драму из древнеримской истории «Катилина» (Catilina, 1850), мотивы которых отражают революционные события 1848 года в Европе. Драма вышла под псевдонимом и успехом не пользовалась. В 1850 году в Христиании поставлена пьеса Ибсена «Богатырский курган» (Kjæmpehøjen).
В 1852—1857 годах Ибсен руководил в Бергене первым национальным норвежским театром, а в 1857—1862 годах возглавлял Норвежский театр в Кристиании. Бергенский период жизни совпадает с увлечением писателя политическим национализмом и скандинавским фольклором. Так появились «средневековые» пьесы:
- «Фру Ингер из Эстрота» (Fru Inger til Østeraa, 1854);
- «Пир в Сульхауге» (Gildet paa Solhoug), в 1855—1856 годах принёсшая Ибсену всенорвежскую славу);
- «Улаф Лилиенкранс» (Olaf Liljekrans, 1856);
- «Воители в Хельгеланде» (Hærmændene paa Helgeland, 1857).

В 1862 году Ибсен написал произведение «Комедия любви», в котором наметилась сатирическая картина мещанско-чиновничьей Норвегии. В народно-исторической драме «Борьба за престол» (1864) Ибсен показал победу героя, выполняющего прогрессивную историческую миссию. Однако причины собственно литературные (невозможность полностью описать человеческие взаимоотношения при помощи средневековых образов и романтических клише) и внелитературные (разочарование в национализме после австро-прусско-датской войны) побудили Ибсена уехать за границу в поисках новых форм.

### Начало драматической реформы
Ибсен четверть века провёл в Италии и Германии, жил в Риме, Дрездене и Мюнхене. Его первыми всемирно известными пьесами стали стихотворные драмы «Бранд» (Brand, 1865) и «Пер Гюнт» (Peer Gynt, 1867). Они иллюстрируют противоположные черты характера как самого Ибсена, так и его современника. Священник Бранд — серьёзный и суровый проповедник человеческой свободы и религиозности, а на его максимализме лежит отпечаток учения Сёрена Кьеркегора. Пер Гюнт, напротив, ищет личное счастье и не находит его. Вместе с тем Пер Гюнт едва ли не больший гуманист и поэт, нежели Бранд.
В конце 1860-х — начале 1870-х годов в условиях обострения социально-политических противоречий Ибсен ожидает крушения старого мира, «революции человеческого духа». В драме о Юлиане Отступнике «Кесарь и Галилеянин» (1873) он утверждает грядущий синтез духовного и плотского начал в человеке.

### «Кукольный дом»
Основная статья — «Кукольный дом»
Самой популярной пьесой Ибсена в России стал «Кукольный дом» (Et Dukkehjem, 1879). Декорации квартиры Хельмера и Норы погружают зрителя в мещанскую идиллию. Её разрушает поверенный Крогстад, напоминающий Норе о подделанном ею векселе. Торвальд Хельмер ссорится с женой и всячески обвиняет её. Неожиданно Крогстад меняет свои взгляды и присылает вексель Норе. Хельмер тут же успокаивается и предлагает жене вернуться к нормальной жизни, но Нора уже осознала, как мало она значит для мужа. Она обличает мещанский семейный строй:
Я была здесь твоей куколкой-женой, как дома была папиной куколкой-дочкой. А дети были уж моими куклами.
Пьеса заканчивается уходом Норы. Однако её не следует воспринимать как социальную — пьеса написана на реальных событиях, и для Ибсена важна общечеловеческая проблематика свободы.

### 1880-е годы
Первая драма, написанная Ибсеном после «Кукольного дома»,— «Привидения» (Gengangere, 1881). Она использует многие мотивы «Бранда», такие как наследственность, религия, идеализм (воплощённый во фру Альвинг). Но в «Привидениях» критиками отмечается значительное влияние французского натурализма.
В пьесе «Враг народа» (En Folkefiende, 1882) очередной максималист Стокман требует закрыть загрязнённый сточными водами источник, на котором держится курортный город. Естественно, что горожане требуют скрыть правду об источнике и выгоняют Стокмана из города. В свою очередь, он в едких и прочувствованных монологах порицает идею власти большинства и современное общество — и остаётся с чувством собственной правоты.
В написанной под воздействием импрессионизма и Уильяма Шекспира драме «Дикая утка» (Vildanden, 1884) идеалист Грегерс противопоставлен гуманисту-доктору, который считает, что людям нельзя открывать всего, что происходит в их жизни. «Новый Гамлет» Грегерс не внимает советам доктора и рассекречивает тайны своей семьи, что в конечном итоге приводит к самоубийству его сестры Хедвиги.

### Позднее творчество
В поздних пьесах драматурга усложняется подтекст, возрастает тонкость психологического рисунка. Тема «сильного человека» выдвигается на первый план, и Ибсен становится беспощадным к своим героям. Примеры этих пьес — «Строитель Сольнес» (Bygmester Solness, 1892) и «Йун Габриель Боркман» (John Gabriel Borkman, 1896).
«Строитель Сольнес» — наиболее значимая из поздних драм Ибсена. Заглавный герой, как и Ибсен, мечется между высоким призванием и жизненным комфортом. Юная Хильда, напоминающая Хедвигу из «Дикой утки», требует от него вернуться к строительству башен. Пьеса заканчивается падением строителя, до сих пор не истолкованного литературоведами. По одной из версий, творчество и жизнь несовместимы, по другой — только так и может закончить свой путь истинный художник.
Ибсен скончался в 1906 году от инсульта.

## Постановки и экранизации пьес
Драмы Ибсена пользуются популярностью в театрах. Многие из них были поставлены в начале XX века К. С. Станиславским и Вл. И. Немировичем-Данченко на сцене Художественного театра, а роль Стокмана считалась одной из лучших в репертуаре Станиславского. В настоящее время в России пьесы Ибсена можно увидеть в Ленкоме («Пер Гюнт», режиссёр Марк Захаров), Театре им. Вахтангова («Пер Гюнт», режиссёр Юрий Бутусов), театре Школа драматического искусства («Пер Гюнт», режиссёры Ольга Бондарева и Евгений Поляков), Московского драматического театра им. М. Н. Ермоловой («Пер Гюнт. Сказка для взрослых», режиссёр Владимир Киммельман).
Фильмы по произведениям Г. Ибсена регулярно снимаются на его родине. Среди них можно назвать такие, как «Дикая утка» (1963, 1970), «Кукольный дом» (1973, 2009), «Фру Ингер из Эстрота» (1975), «Женщина с моря» (1979), «Враг народа» (2004), «Пер Гюнт» (2008), «Гедда Габлер» (2016). За пределами Норвегии были экранизированы «Терье Виген» (Швеция, 1917), «Кукольный дом» (Франция/Великобритания, 1973), «Гедда Габлер» (Германия, 1925; Италия, 1979; Швеция, 1993).
На основе пьесы «Привидения» было сделано несколько постановок:
Первая постановка осуществлена скандинавской труппой в Чикаго в 1882 году. В Дании первое представление пьесы состоялось в 1903 году. Сценографом берлинской постановки 1906 года выступил Эдвард Мунк.
В России пьеса была долгое время запрещена (ввиду критического освещения роли церкви) и в итоге поставлена только 7 января 1904 года в Санкт-Петербурге в театре Неметти. 24 октября того же года состоялось представление «Привидений» в драматическом театре Веры Фёдоровны Комиссаржевской. В Художественном театре премьера состоялась 31 марта 1905 года под руководством К. С. Станиславского и В. И. Немировича-Данченко. В Малом театре пьеса была поставлена в 1909 году. Переведена пьеса на русский язык Анной и Петром Ганзен.
В 1915 г. на экраны вышли первые киноверсии «Привидений»: в США пьесу экранизировала компания Д. У. Гриффита, а в России — Владимир Гардин. В итальянской киноверсии 1918 года главные роли исполнили Эрмете Цаккони и его жена.
В декабре 2016 года в Москве состоялась премьера иммерсивного шоу «Вернувшиеся», в основу которого положена пьеса Ибсена. Режиссёрами стали участники американской театральной компании Jorney Lab Виктор Карина и Мия Занетти, а также Мигель, хореограф-постановщик и наставник шоу «Танцы» на ТНТ. В 2022 году пьесу «Привидения» поставил в петербургском театре БДТ режиссёр Роман Мархолиа.

## Ибсен и Россия
- В России Ибсен в начале XX века стал одним из властителей дум интеллигенции; его пьесы шли во многих театрах. Русский дипломат М. Э. Прозор был официальным переводчиком нескольких пьес Ибсена на французский язык.
- Ибсену посвящали статьи и исследования Иннокентий Анненский, Леонид Андреев, Андрей Белый, Александр Блок, Зинаида Венгерова, Анатолий Луначарский, Всеволод Мейерхольд, Дмитрий Мережковский, Николай Минский, Лев Шестов.
- На советской сцене чаще всего ставились «Кукольный дом», «Привидения» и, в концертном исполнении, «Пер Гюнт» с музыкой Эдварда Грига.
- В 1956 году была выпущена почтовая марка СССР, посвящённая Ибсену.
- В 2006 году массово отмечалось столетие со дня смерти Ибсена.
- В советском многосерийном художественном кинофильме «Вечный зов» (1973—1983) персонаж Дмитрий Савельев (актёр Валерий Хромушкин) в заключительной серии картины в беседе с гражданином Норвегии упоминает Ибсена, отметив: «В нашей стране Ибсена хорошо знают и помнят».

## Семья
- Жена — Сюзанна Ибсен (урожд. Торесен, 1836—1914).
- Сын — Сигурд Ибсен (1859—1930), видный политический деятель и журналист. Был женат на певице Берглют Бьёрнсон[англ.], дочери известного норвежского писателя Бьёрнстьерне Бьёрнсона.
- Внук — Танкред Ибсен (1893—1978), известный кинорежиссёр.
- Внучка — Ирен Ибсен Билле (1901—1985), норвежская писательница и драматург.
- Правнук — Танкред Ибсен (младший) (1921—2015) — норвежский дипломат, посол в ряде стран Европы и Азии, сын Танкреда Ибсена и Лиллебиль Ибсен (урожд. Корн, 1899—1989).

## Память
- В Норвегии памятники Генрику Ибсену находятся в Осло, Бергене, бюст драматурга установлен в Молде; в США его бюсты работы Якоба Хенрика Герхарда Фьельде (1855—1896) расположены: в Райт-парке в Такоме (штат Вашингтон), в Уопетоне (Северная Дакота) и Сент-Поле (Миннесота).
- В честь знаменитого драматурга назван астероид главного пояса (5696) Ибсен[6], открытый 24 сентября 1960 года Томом Герельсом из Паломарской обсерватории, Корнелисом Йоханнесом ван Хаутеном и Ингрид ван Хаутен-Груневелд из Лейденской обсерватории.
- В его честь назван также кратер Ибсен на Меркурии.
- В городе Шиен действует Театр Ибсена, которому в 1990 году было присвоено имя прославленного здешнего уроженца.
- С 1986 года в Норвегии вручается национальная Премия Ибсена за вклад в драматургию, учреждённая муниципалитетом Шиена, а с 2008 года — Международная премия Ибсена, утверждённая в 2007-м норвежским правительством и присуждаемая отдельным персонам, организациям или учреждениям за выдающийся вклад в духе Генрика Ибсена.
- В столице Норвегии Осло традиционно проходит международный Ибсеновский фестиваль (Ibsenfestivalen), сопровождающий вручение Международной премии Генрика Ибсена[7][8].
- В Норвегии 2006 год в связи со столетием со дня смерти драматурга был объявлен Годом Ибсена; его официальная программа началась 14 января торжественным вечером в городской ратуше Осло, на котором присутствовали норвежская королевская чета и тогдашний премьер-министр страны Йенс Столтенберг. Год Ибсена отмечался и в других странах.
- Норвежская телевизионная и радиовещательная компания (норв. Norsk Rikskringkasting AS, NRK) выпустила в 2006 году мини-сериал «Бессмертный человек» о детстве и юности Ибсена.
- В 2006 году в Осло домостроительная компания Selvaag открыла Парк скульптур Пер Гюнта, где в скульптурных композициях отражались ключевые сцены произведения.
- Выпускались посвящённые выдающемуся драматургу: 
  - марки, например в Норвегии в 1928 г. к 100-летию со дня рождения Генрика Ибсена вышла серия из 4 марок (зелёного, коричневого, красного и синего цвета) с его портретом, а в 1978 г. к 150-летию вышли две марки и конверт первого дня[9], на котором слева воспроизведены и 4 марки 1928 года; в СССР в 1956 г. (к 50-летию со дня смерти) в серии «Деятели мировой культуры» вышла почтовая марка № 1946 «Великий норвежский писатель Генрик Ибсен»;
  - памятные монеты, например юбилейная монета Норвегии 20 крон 2006 года «100 лет со дня смерти Генрика Ибсена»[10], монета 10 евроцентов, Норвегия, 2005, проба Европроба, «Генрик Ибсен», большая[11]; исторические (недействительные ныне) банкноты достоинством 1000 норвежских крон 1949—1975 гг. (серия IV) и 1975—1981 гг. (серия V) с изображением Генрика Ибсена на аверсе.

## Интересный факт
Генрик Ибсен был очень молчаливым человеком. Отказываясь из-за этого от частых приглашений на званые обеды, он говорил:
— Я в гостях почти не разговариваю. Остальные гости, глядя на меня, тоже умолкают. Хозяева становятся раздражительными. Зачем мне это? Когда же я не прихожу в гости, общество имеет замечательную тему для разговоров.